# حارة الفتح الجنوبية (الصافية)

تعديل مصدري - تعديل

حارة الفتح الجنوبية هي إحدى حارات حي الصافية بمديرية الصافية إحد مديريات العاصمة اليمنية صنعاء، بلغ تعداد سكانها 10635 نسمة حسب تعداد اليمن لعام 2004.